# Туристичка организација општине Мало Црниће
| Туристичка организација општине Мало Црниће |                                       |
|                                             |                                       |
| Оснивач:                                    | Општина Мало Црниће                   |
| Основана:                                   | 2004.                                 |
| Седиште:                                    | Маршала Тита 80, · Мало Црниће Србија |
| Веб презентација                            | ТООМЦ                                 |
| Контакт:                                    | 012/280-164, 065/280-0056             |

Туристичка организација општине Мало Црниће је једна од јавних установа општине Мало Црниће, основана 27. децембра 2004. године.

## Циљеви
Туристичка организација настоји да својим активностима доприноси унапређењу туристичке понуде и повећању туристичких садржаја на територији општине Мало Црниће. Подстицањем реализације програма, циљ је развој бројних селективних облика туризма намењених излетницима и викендашима, што резултира повећање квалитета туристичко-угоститељске понуде.
Прикупљањем и објављивањем информација о целокупној туристичкој понуди на територији општине Мало Црниће, координацијом између бројних туристичких субјеката, промоцијом културно-историјских вредности, организацијом културних и спортских манифестација, промовисањем ловног, риболовног и сеоског туризма, Туристичка организација даје допринос успешнијем пословању у области туризма и економије.

## Делатност
Туристичка организација општине Мало Црниће обавља делатност послова промоције и развоја туризма општине Мало Црниће, координирања и сарадње између привредних и других субјеката у туризму који непосредно и посредно делују на унапређењу развоја и промоцији туризма; прикупљања и објављивања информација о целокупној туристичкој понуди на својој територији, као и друге послове од значаја за промоцију туризма у складу са законом, оснивачким актом и Статутом.